# Österreichische Eishockey-Liga 2019-2020
La stagione 2019-2020 della Österreichische Eishockey-Liga, ufficialmente Erste Bank Eishockey Liga 2019-2020 per motivi di sponsorizzazione, ha avuto inizio il 13 settembre 2019 ed è terminata il 10 marzo 2020, quando è stata decisa la cancellazione del torneo a causa della pandemia di COVID-19 del 2020 in Europa. Il titolo non è stato assegnato, mentre dei tre posti per la Champions Hockey League 2020-2021, due sono andati come previsto alle squadre prime classificate al termine della regular season (Red Bull Salisburgo) e del pick round (Hockey Club Bolzano), mentre il terzo, che avrebbe dovuto essere appannaggio della squadra vincitrice dei play-off, è stato assegnato ai Vienna Capitals, che si erano classificati al secondo posto della regular season ed al terzo della seconda fase.

## Squadre partecipanti
Per la stagione 2019-2020 le squadre sono scese ad 11: è uscito dalla lega il KHL Medveščak Zagabria. Inizialmente anche i cechi dell'Orli Znojmo non avevano presentato la domanda di ammissione per la nuova stagione, per protesta contro i presunti torti arbitrali subiti e la discriminazione nella ripartizione dei diritti televisivi, salvo poi presentarla ad aprile 2019.
A gennaio 2019 il VEU Feldkirch, militante in Alps Hockey League, aveva presentato domanda di ammissione per la stagione 2019-2020, salvo poi ritirarla nell'aprile successivo con l'obiettivo di ripresentarla per la stagione 2020-2021.
| Squadre in EBEL nella stagione 2019-2020 | Squadre in EBEL nella stagione 2019-2020 | Squadre in EBEL nella stagione 2019-2020 | Squadre in EBEL nella stagione 2019-2020 | Squadre in EBEL nella stagione 2019-2020 |
| Club                                     | Città                                    | Arena                                    | Capacità                                 |                                          |
| ---------------------------------------- | ---------------------------------------- | ---------------------------------------- | ---------------------------------------- | ---------------------------------------- |
| Fehérvár AV19                            | Székesfehérvár                           | Ifjabb Ocskay Gábor Jégcsarnok           | 3.500                                    |                                          |
| Black Wings Linz                         | Linz                                     | KeineSorgenEisarena                      | 3.800                                    |                                          |
| Bolzano                                  | Bolzano                                  | Sparkasse Arena                          | 7.200                                    |                                          |
| Dornbirn                                 | Dornbirn                                 | Messestadion Dornbirn                    | 4.270                                    |                                          |
| Graz 99ers                               | Graz                                     | Eisstadion Liebenau                      | 4.050                                    |                                          |
| Innsbruck                                | Innsbruck                                | Tiroler Wasserkraft Arena                | 3.200                                    |                                          |
| KAC                                      | Klagenfurt                               | Stadthalle Klagenfurt                    | 5.088                                    |                                          |
| Orli Znojmo                              | Znojmo                                   | Hostan aréna Znojmo                      | 5.500                                    |                                          |
| Red Bull Salisburgo                      | Salisburgo                               | Eisarena Salzburg                        | 3.500                                    |                                          |
| Vienna Capitals                          | Vienna                                   | Albert-Schultz-Halle                     | 7.022                                    |                                          |
| Villacher SV                             | Villach                                  | Stadthalle Villach                       | 4.500                                    |                                          |

## Regular season

### Risultati
| In casa                                                                         | In trasferta | In trasferta  | In trasferta | In trasferta | In trasferta | In trasferta  | In trasferta | In trasferta | In trasferta | In trasferta  | In trasferta |
| ------------------------------------------------------------------------------- | ------------ | ------------- | ------------ | ------------ | ------------ | ------------- | ------------ | ------------ | ------------ | ------------- | ------------ |
| In casa                                                                         | KAC          | VIC           | G99          | RBS          | HCB          | ZNO           | BWL          | AVS          | HCI          | VSV           | DEC          |
| KAC                                                                             | –            | 8:3 3:1       | 5:1 3:2dtr   | 4:5dtr 2:0   | 3:0 0:1      | 4:3 4:0       | 2:4 4:5      | 5:0 1:2      | 2:3 3:2      | 1:0 3:0       | 5:1 4:0      |
| Vienna Capitals                                                                 | 3:2dtr 0:1   | –             | 4:2 0:3      | 1:4 2:3      | 3:1          | 6:4 2:1       | 4:2 8:0      | 6:1 8:2      | 6:1 3:1      | 2:3dts 4:2    | 4:3 5:1      |
| Graz 99ers                                                                      | 3:2 dtr      | 2:1dts 4:3dts | –            | 1:5 3:4      | 6:2 4:1      | 3:2 4:3dts    | 4:0 6:2      | 3:6 5:1      | 5:6dtr 4:1   | 0:2 2:3dts    | 3:1 5:3      |
| Red Bull Salisburgo                                                             | 1:3 4:1      | 2:1dts 3:2dts | 3:1 2:3      | –            | 1:2dtr 2:1   | 4:3dtr 1:4    | 4:5dts 4:1   | 2:3 2:5      | 7:1 5:1      | 4:3dtr 1:2dtr | 1:2 7:1      |
| Bolzano                                                                         | 3:0 0:3      | 1:4 0:3       | 3:2dts 1:2   | 1:5 2:1dtr   | –            | 9:0 5:0       | 3:4 3:2      | 5:2 3:0      | 4:1 7:0      | 6:4 4:0       | 5:2 2:3dtr   |
| Orli Znojmo                                                                     | 3:4dtr 6:5   | 2:3 0:5       | 3:6 4:2      | 2:4 2:5      | 2:4 1:3      | –             | 4:3dts 7:2   | 4:3 3:4dts   | 9:3 4:2      | 3:1 3:0       | 4:3 5:2      |
| Black Wings Linz                                                                | 2:3dtr 3:0   | 6:3 3:2       | 5:0 2:3      | 2:3dtr 1:2   | 2:5 6:4      | 3:4dts 4:5dtr | –            | 4:0 8:4      | 5:4 4:3dts   | 5:1 5:7       | 6:0 5:4      |
| Fehérvár AV19                                                                   | 3:2          | 3:1 1:6       | 3:4 4:1      | 3:5 0:3      | 3:4 2:3dtr   | 2:6 4:0       | 1:0 3:4dts   | –            | 7:6dts 1:3   | 1:2dts 3:2    | 3:2dts 1:3   |
| Innsbruck                                                                       | 0:1 4:1      | 2:3dts 1:3    | 4:1 2:3      | 2:8          | 3:2dtr 1:3   | 2:3 2:4       | 3:4 1:4      | 3:1 2:7      | –            | 7:3 2:4       | 1:2dts 6:1   |
| Villacher SV                                                                    | 3:1 1:2dts   | 2:1 1:4       | 4:0 5:1      | 1:2 2:3      | 7:2 1:4      | 3:5 4:3       | 5:1 3:2      | 3:1 6:5dtr   | 6:7dts 4:3   | –             | 5:0 6:1      |
| Dornbirn                                                                        | 1:6 0:3      | 2:3 2:4       | 2:3 4:3      | 0:5 4:3dts   | 3:4dts 5:4   | 1:3 2:4       | 2:3 4:3dts   | 3:4dtr 2:6   | 5:2 2:0      | 4:8 1:3       | –            |
| dts – Vittoria dopo i tempi supplementari; dtr – vittoria dopo i tiri di rigore |              |               |              |              |              |               |              |              |              |               |              |

### Classifica della regular season
(Situazione al termine della regular season, 26 gennaio 2020)

| Pos. | Squadra                                                             | PG | V  | P                         | VOT | POT | GF  | GS  | DR  | Punti |
| --- | ------------------------------------------------------------------- | -- | -- | ------------------------- | --- | --- | --- | --- | --- | ----- |
| 1 | Red Bull Salisburgo                                                 | 40 | 22 | 7                         | 6   | 5   | 138 | 82  | +56 | 83    |
| 2 | Vienna Capitals                                                     | 40 | 23 | 10                        | 2   | 5   | 130 | 86  | +44 | 78    |
| 3 | KAC                                                                 | 40 | 19 | 14                        | 4   | 3   | 110 | 79  | +31 | 68    |
| 4 | Graz 99ers                                                          | 40 | 18 | 14                        | 4   | 4   | 113 | 113 | +0  | 66    |
| 5 | Bolzano                                                             | 40 | 18 | 15                        | 5   | 2   | 118 | 96  | +22 | 66    |
| 6 | Villacher SV                                                        | 40 | 17 | 15                        | 5   | 3   | 122 | 109 | +13 | 64    |
| 7 | Black Wings Linz                                                    | 40 | 17 | 14                        | 3   | 6   | 132 | 132 | +0  | 63    |
| 8 | Orli Znojmo                                                         | 40 | 17 | 16                        | 3   | 4   | 128 | 133 | −5  | 61    |
| 9 | Fehérvár AV19                                                       | 40 | 13 | 19                        | 4   | 4   | 108 | 137 | −29 | 51    |
| 10 | Innsbruck                                                           | 40 | 7  | 26                        | 3   | 4   | 100 | 159 | −59 | 31    |
| 11 | Dornbirn                                                            | 40 | 6  | 27                        | 4   | 3   | 84  | 157 | −73 | 29    |
| \| \| Qualificata al Pick Round ed alla Champions Hockey League 2020-2021 \| \| \| Qualificate al Pick Round \| \| \| Qualificate al Qualification Round \| \| \| \| |                                                                     |    |    |                           |     |     |     |     |     |       |
| | Qualificata al Pick Round ed alla Champions Hockey League 2020-2021 |    |    | Qualificate al Pick Round |     |     |     |     |     |       |
| | Qualificate al Qualification Round                                  |    |    |                           |     |     |     |     |     |       |

#### Grafico
Posizione in classificaTurno024681012010203040KACVienna CapitalsGraz 99ersRed BullHC BolzanoOrli ZnojmoBlack Wings LinzAlba VolanHC InnsbruckVSVDornbirner EC

## Seconda fase

### Pick round

#### Risultati
| In casa                                                                         | In trasferta | In trasferta | In trasferta | In trasferta | In trasferta |
| ------------------------------------------------------------------------------- | ------------ | ------------ | ------------ | ------------ | ------------ |
| In casa                                                                         | RBS          | VIC          | KAC          | G99          | HCB          |
| Red Bull Salisburgo                                                             | –            | 1:6          | 3:2          | 4:2          | 2:1          |
| Vienna Capitals                                                                 | 2:4          | –            | 2:1dts       | 5:2          | 1:4          |
| KAC                                                                             | 3:4dtr       | 3:2          | –            | 3:4dts       | 1:2          |
| Graz 99ers                                                                      | 2:3dts       | 4:5          | 2:5          | –            | 1:4          |
| Bolzano                                                                         | 3:1          | 5:2          | 3:1          | 5:2          | –            |
| dts – Vittoria dopo i tempi supplementari; dtr – vittoria dopo i tiri di rigore |              |              |              |              |              |

#### Classifica del pick round
Le squadre classificate ai primi tre posti della regular season hanno avuto un bonus di punti decrescente: 4, 2 e 1 punto.
| Pos. | Squadra                                                                                  | PG | V | P                                   | VOT | POT | GF | GS | DR  | Pt. (bonus) |
| --- | ---------------------------------------------------------------------------------------- | -- | - | ----------------------------------- | --- | --- | -- | -- | --- | ----------- |
| 1 | Bolzano                                                                                  | 8  | 7 | 1                                   | 0   | 0   | 27 | 11 | +16 | 21 (0)      |
| 2 | Red Bull Salisburgo                                                                      | 8  | 4 | 2                                   | 2   | 0   | 22 | 21 | +1  | 20 (4)      |
| 3 | Vienna Capitals                                                                          | 8  | 3 | 4                                   | 1   | 0   | 25 | 24 | +1  | 13 (2)      |
| 4 | KAC                                                                                      | 8  | 2 | 3                                   | 0   | 3   | 19 | 22 | −3  | 10 (1)      |
| 5 | Graz 99ers                                                                               | 8  | 0 | 6                                   | 1   | 1   | 19 | 34 | −15 | 3 (0)       |
| \| \| Qualificata alla Champions Hockey League 2020-2021 e con diritto di scelta per i playoff \| \| \| Con diritto di scelta per i playoff \| |                                                                                          |    |   |                                     |     |     |    |    |     |             |
| | Qualificata alla Champions Hockey League 2020-2021 e con diritto di scelta per i playoff |    |   | Con diritto di scelta per i playoff |     |     |    |    |     |             |

### Qualification round

#### Risultati
| In casa                                                                         | In trasferta | In trasferta | In trasferta | In trasferta | In trasferta | In trasferta |
| ------------------------------------------------------------------------------- | ------------ | ------------ | ------------ | ------------ | ------------ | ------------ |
| In casa                                                                         | VSV          | BWL          | ZNO          | AVS          | HCI          | DEC          |
| Villacher SV                                                                    | –            | 2:5          | 2:1dts       | 5:2          | 6:3          | 0:1dtr       |
| Black Wings Linz                                                                | 1:4          | –            | 2:1          | 5:6dts       | 6:3          | 5:3          |
| Orli Znojmo                                                                     | 2:4          | 6:4          | –            | 2:3dts       | 3:2          | 5:3          |
| Fehérvár AV19                                                                   | 3:4dtr       | 3:1          | 4:0          | –            | 1:3          | 9:1          |
| Innsbruck                                                                       | 5:3          | 2:3dts       | 2:4          | 5:2          | –            | 6:3          |
| Dornbirn                                                                        | 4:0          | 2:6          | 2:1dts       | 3:2          | 1:2dts       | –            |
| dts – Vittoria dopo i tempi supplementari; dtr – vittoria dopo i tiri di rigore |              |              |              |              |              |              |

#### Classifica del qualification round
Le squadre hanno ricevuto un punteggio bonus a seconda della posizione al termine della regular season, dagli 8 punti della 6ª classificata agli 0 punti dell'ultima.
| Pos.                                                           | Squadra                   | PG | V | P                  | VOT | POT | GF | GS | DR  | Pt. (bonus) |
| -------------------------------------------------------------- | ------------------------- | -- | - | ------------------ | --- | --- | -- | -- | --- | ----------- |
| 1                                                              | Villacher SV              | 10 | 4 | 3                  | 2   | 1   | 30 | 27 | +3  | 25 (8)      |
| 2                                                              | Black Wings Linz          | 10 | 5 | 3                  | 1   | 1   | 38 | 32 | +6  | 24 (6)      |
| 3                                                              | Orli Znojmo               | 10 | 4 | 3                  | 0   | 3   | 25 | 28 | −3  | 19 (4)      |
| 4                                                              | Fehérvár AV19             | 10 | 3 | 4                  | 2   | 1   | 35 | 29 | +6  | 16 (2)      |
| 5                                                              | Innsbruck                 | 10 | 4 | 4                  | 2   | 0   | 33 | 32 | +1  | 16 (1)      |
| 6                                                              | Dornbirn                  | 10 | 2 | 5                  | 2   | 1   | 23 | 36 | −13 | 11 (0)      |
| \| \| Qualificate per i playoff \| \| \| Stagione terminata \| |                           |    |   |                    |     |     |    |    |     |             |
|                                                                | Qualificate per i playoff |    |   | Stagione terminata |     |     |    |    |     |             |

## Play-off

### Pick playoff
Al termine della seconda fase, le squadre classificate dal primo al terzo posto del pick round hanno scelto la propria avversaria per i quarti di finale. L'Hockey Club Bolzano ha scelto l'Orli Znojmo, i Red Bull Salisburgo hanno scelto il Villacher SV mentre i Vienna Capitals hanno scelto i Graz 99ers; l'ultimo quarto di finale è dunque quello tra EC KAC e Black Wings Linz.

### Pandemia di COVID-19 e chiusura anticipata della stagione
Le misure di contenimento della pandemia di COVID-19 del 2020 in Europa, ed in particolare in Italia, ebbero effetti sullo svolgimento dei play-off.
Gara 1 dei quarti di finale fra HC Bolzano e Orli Znojmo venne giocata al Palaonda con un numero di spettatori ridotto, limitato a 3000 unità, per garantire una adeguata distanza tra gli spettatori. In occasione di gara 2, a Znojmo, venne vietato l'ingresso ai tifosi italiani. 
A complicare ulteriormente la programmazione degli incontri successivi intervennero poi le decisioni dei governi di Italia e Repubblica Ceca. Il decreto del Governo Conte II del 4 marzo dispose la disputa a porte chiuse di tutti gli incontri sportivi sul territorio italiano fino al successivo 3 aprile, ed il Bolzano dovette adeguarsi annunciando che avrebbe disputato gli incontri casalinghi senza pubblico sugli spalti. Il Governo Babiš impose invece a partire dal 6 marzo una quarantena domiciliare di 14 giorni per tutti coloro che provenissero dall'Italia. Per evitare questa eventualità, le due squadre si accordarono per giocare anche gara 3 a Znojmo, invece che a Bolzano.
Nei giorni successivi, non solo il governo italiano, col DPCM del 9 marzo, vietò tutti gli eventi sportivi, ma anche il governo austriaco varò forti restrizioni. Come risultato, la lega, d'accordo coi presidenti delle squadre, decise per la cancellazione del campionato.
Il titolo per questa stagione non venne assegnato. Rimaneva da determinare la terza squadra qualificata per la Champions Hockey League 2020-2021, dopo quelle ottenute da Red Bull Salisburgo e Hockey Club Bolzano: la scelta cadde sui Vienna Capitals, terzi classificati al termine del pick round.

### Tabellone
|  | Quarti di finale | Quarti di finale    | Quarti di finale | Quarti di finale | Quarti di finale | Quarti di finale | Quarti di finale | Quarti di finale | Quarti di finale |  |  | Semifinali | Semifinali | Semifinali | Semifinali | Semifinali | Semifinali | Semifinali | Semifinali | Semifinali |  |  | Finali | Finali | Finali | Finali | Finali | Finali | Finali | Finali | Finali |  |  |
|  |                  |                     |                  |                  |                  |                  |                  |                  |                  |  |  |            |            |            |            |            |            |            |            |            |  |  |        |        |        |        |        |        |        |        |        |  |  |
|  | 1P               | Bolzano             | 3                | 4                | 4                |                  |                  |                  |                  |  |  |            |            |            |            |            |            |            |            |            |  |  |        |        |        |        |        |        |        |        |        |  |  |
|  | 3Q               | Orli Znojmo         | 1                | 0                | 3                |                  |                  |                  |                  |  |  |            |            |            |            |            |            |            |            |            |  |  |        |        |        |        |        |        |        |        |        |  |  |
|  | 3Q               | Orli Znojmo         | 1                | 0                | 3                |                  |                  |                  |                  |  |  |            |            |            |            |            |            |            |            |            |  |  |        |        |        |        |        |        |        |        |        |  |  |
|  |                  |                     |                  |                  |                  |                  |                  |                  |                  |  |  |            |            |            |            |            |            |            |            |            |  |  |        |        |        |        |        |        |        |        |        |  |  |
|  |                  |                     |                  |                  |                  |                  |                  |                  |                  |  |  |            |            |            |            |            |            |            |            |            |  |  |        |        |        |        |        |        |        |        |        |  |  |
|  | 2P               | Red Bull Salisburgo | 1                | 7                | 4                |                  |                  |                  |                  |  |  |            |            |            |            |            |            |            |            |            |  |  |        |        |        |        |        |        |        |        |        |  |  |
|  | 2P               | Red Bull Salisburgo | 1                | 7                | 4                |                  |                  |                  |                  |  |  |            |            |            |            |            |            |            |            |            |  |  |        |        |        |        |        |        |        |        |        |  |  |
|  | 1Q               | Villacher SV        | 2                | 2                | 0                |                  |                  |                  |                  |  |  |            |            |            |            |            |            |            |            |            |  |  |        |        |        |        |        |        |        |        |        |  |  |
|  |                  |                     |                  |                  |                  |                  |                  |                  |                  |  |  |            |            |            |            |            |            |            |            |            |  |  |        |        |        |        |        |        |        |        |        |  |  |
|  |                  |                     |                  |                  |                  |                  |                  |                  |                  |  |  |            |            |            |            |            |            |            |            |            |  |  |        |        |        |        |        |        |        |        |        |  |  |
|  | 3P               | Vienna Capitals     | 3                | 2                | 3                |                  |                  |                  |                  |  |  |            |            |            |            |            |            |            |            |            |  |  |        |        |        |        |        |        |        |        |        |  |  |
|  | 5P               | Graz 99ers          | 2                | 3                | 2                |                  |                  |                  |                  |  |  |            |            |            |            |            |            |            |            |            |  |  |        |        |        |        |        |        |        |        |        |  |  |
|  | 5P               | Graz 99ers          | 2                | 3                | 2                |                  |                  |                  |                  |  |  |            |            |            |            |            |            |            |            |            |  |  |        |        |        |        |        |        |        |        |        |  |  |
|  |                  |                     |                  |                  |                  |                  |                  |                  |                  |  |  |            |            |            |            |            |            |            |            |            |  |  |        |        |        |        |        |        |        |        |        |  |  |
|  |                  |                     |                  |                  |                  |                  |                  |                  |                  |  |  |            |            |            |            |            |            |            |            |            |  |  |        |        |        |        |        |        |        |        |        |  |  |
|  | 4P               | KAC                 | 3                | 3                | 2                |                  |                  |                  |                  |  |  |            |            |            |            |            |            |            |            |            |  |  |        |        |        |        |        |        |        |        |        |  |  |
|  | 4P               | KAC                 | 3                | 3                | 2                |                  |                  |                  |                  |  |  |            |            |            |            |            |            |            |            |            |  |  |        |        |        |        |        |        |        |        |        |  |  |
|  | 2Q               | Black Wings Linz    | 6                | 4†               | 3                |                  |                  |                  |                  |  |  |            |            |            |            |            |            |            |            |            |  |  |        |        |        |        |        |        |        |        |        |  |  |

## Verdetti
- Campione della EBEL 2019-2020: Titolo non assegnato[1][2]
- Campione d'Austria 2019-2020: Titolo non assegnato[1][2]
- Qualificate alla Champions Hockey League 2020-2021:
  -  Red Bull Salisburgo
  -  Bolzano
  -  Vienna Capitals